# رافاييل رامادزوتي
رافاييل رامادزوتي دي كوادروس (8 سبتمبر 1988 في ساو كايتانو دو سول في البرازيل – )؛ هو لاعب كرة قدم سابق كان يلعب كمهاجم.

## وصلات خارجية
- رافاييل رامادزوتي دي كوادروس على موقع رابطة كرة القدم اليابانية للمحترفين (اليابانية)
- رافاييل رامادزوتي دي كوادروس على موقع دوري كوريا الجنوبية (الإنجليزية)
- رافاييل رامادزوتي دي كوادروس على موقع قاعدة بيانات كرة القدم.إي يو (الإنجليزية)
- رافاييل رامادزوتي دي كوادروس على موقع Soccerway.com (الإنجليزية)
- رافاييل رامادزوتي دي كوادروس على موقع عالم كرة القدم.نت (الإنجليزية)